# Victoria Villasana
Victoria Villasana (Guadalajara, 1982), es una artista y diseñadora textil mexicana. Participó como codiseñadora de la campaña Bring your movie love de los Premios Oscar 2021 organizados por la Academia de las Artes y Ciencias Cinematográficas.

## Biografía
Estudió diseño integral en la Universidad ITESO de Guadalajara, posteriormente se mudó a Londres en 2014, en donde se desempeñó como florista y estilista de moda para posteriormente dedicarse al arte textil con intervenciones urbanas; sin embargo, regresó a México, donde trabajó en instalaciones, trabajos editoriales y comerciales con artistas y marcas mundiales.

## Estilo artístico
Su principal instrumento de trabajo es la lana, con la que expresa la positividad, multiculturalidad y surrealismo en sus obras; manifiesta que no usa puntadas clásicas ya que no aprendió el bordado clásico y no muestra intención en emplear el legado indígena mexicano, sino que emplea el uso de la geometría en sus obras.  

Una de las características de su obra radica en los hilos que deja sin cortar fuera del marco, para dar una idea de obra "sin terminar".
La obra nunca está terminada y puede que nunca lo esté porque es efímera. Dejo que el medio ambiente termine la pieza, el aire, el agua, o un niño que pasa y jala de los hilos. Mis obras siempre quedan abiertas.
El uso de los textiles para Victoria contribuye a compartir historias que representen la resiliencia del espíritu humano a través de sus patrones y colores. 
Vemos noticias, estadísticas, números pero no vemos rostros. Trato de humanizarlos con colores y patrones para llenar de humanidad esas cifras y esas historias, que la gente se conecte a un nivel más emocional.

## Obra
Durante su estadía en Londres se basó del arte urbano para bordar sobre imágenes y exponer sus dibujos bordados caracterizados por ser interculturales en las principales calles de la ciudad, colgando sus creaciones en teléfonos públicos o buzones postales; fue a partir de dar a conocer sus obras de esta manera que tuvo colaboraciones en galerías y con algunas marcas.
Las piezas de arte callejero que ha elaborado son homenajes a personajes o con intención reivindicante vinculados con causas que le mueven y que comparte para crear historias que conecten con la condición humana, así es como dedica algunas a la colonia americada dedicada a los músicos callejeros de México; Frida Kahlo y Diego Rivera; mujeres y niñas zapatistas que luchan por sus derechos, por la protección de sus tierras y la naturaleza; la importancia de la conexión humana; la maternidad; los huicholes, por la preservación cultural y de sus tradiciones; la protesta por el linchamiento afroamericano de los 30's; la reivindicación de las niñas y mujeres afganas luchando por sus derechos.
Entre sus obras también cuenta con imágenes intervenidas de personajes como Bob Dylan, Kathrine Switzer, Frida Kahlo, Yayoi Kusama, Egon Schiele, Nahui Olin, Oscar Wilde, Maya Angelou y Gloria Steinem, Virginia Woolf, Joan Didion, Zora Neale Hurston, Bruce Lee, Nina Simone, Amy Whinehouse, The Beatles, Prince, Marilyn Monroe, etcétera.
Previo a la participación con la Academia de las Artes y Ciencias Cinematográficas colaboró con Netflix con la creación de imágenes intervenidas con textil de los directores de cine Guillermo del Toro, Alfonso Cuarón y Fernando Frías para una campaña que fue vista únicamente en EEUU.
En el año 2021 fue una de las 7 artistas seleccionadas en el mundo por la Academia de las Artes y Ciencias Cinematográficas para diseñar la campaña Bring yoour movie love de los premios Oscar 2021 junto con Temi Cocker (Nigeria), Petra Eriksson (Estocolmo), Magnus Voll Mathiassen (Noruega), Michelle Robinson (Corea del Sur), Karan Singh (Australia) y Shawna X (Estados Unidos). Las piezas de estos artistas abarcan técnicas como ilustración, diseño en movimiento, pintura, fotografía y arte textil.
Para su colaboración con los Premios Oscar presentó 3 bocetos con su técnica textil acompañada de las fotos de la estatuilla, su propuesta estuvo basada en la frase guía Trae tu amor por el cine.
La propuesta de Villasana para la Academia de las Artes y Ciencias Cinematográficas fue de una apariencia futurista combinada con las texturas del tejido, un elemento esencial en todas las culturas la humanidad, además utilizó el simbolismo de los colores alquímicos: negro (la materia oscura o la nada), blanco (el inicio, la vida y la inocencia), amarillo (adolescencia e ilusión), rojo (acción y juventud) y azul (contemplación y madurez).
 

Ella comparte sobre su participación en esta colaboración que la representación de la comunidad latina en estos espacios, particularmente la de las mujeres, resulta empoderadora e inspiradora: 
La parte más importante para mí fue el hecho de ser una mujer mexicana, empezar a romper estos roles de la mujer en México. El ver otras latinas triunfar es muy importante, porque las personas empiezan a identificarse y sentirse representadas. Creo que cualquier mexicano o latino que esté haciendo algo en el extranjero genera que más gente quiera sobresalir.
Sobre esta colaboración, la Academia expresa que Victoria contribuyó con un trabajo dinámico que deriva de la forma en la que el hilo se deja sin cortar, debajo del marco, lo que vuelve sus imágenes de una estética surrealista, con el fin de aceptar el cambio, la imperfección y lo efímero de la vida.